# Miguel A. Torres Riera
Miguel Agustín Torres Riera (Barcelona, 1941) és un empresari català. Ex-President i Conseller Delegat de Bodegas Torres, pertany a la quarta generació del negoci familiar. Així mateix dirigeix les seves vinyes a Xile i col·labora amb la seva germana Marimar Torres a Califòrnia.

## Biografia
El 1957 va iniciar els seus estudis de Ciències Químiques a la Universitat de Barcelona, per ingressar dos anys més tard a la Universitat de Dijon (Borgonya) on va cursar l'especialització d'Enologia i Viticultura.
El 1962 es va incorporar al negoci familiar, i és en l'actualitat President i Conseller Delegat de la companyia. Cinc anys després d'incorporar-se a l'empresa es va casar amb Waltraud Maczassed, pintora i diplomada en belles arts, que ha col·laborat des del principi en la direcció de vendes del mercat alemany.
El 1982-1983 va ampliar els seus estudis de viticultura i enologia de la Universitat de Montpellier (França) durant un any sabàtic Miguel A. Torres ha publicat diversos llibres sobre el món dels vins. El seu primer llibre Vinyes i Vins, es troba en la seva quarta edició, revisada i actualitzada per Plaza i Janés el 1993 i està traduït al castellà, francès, anglès, alemany, noruec, finlandès i japonès. A aquesta obra li segueix Vino español, un incierto futuro (1979); Manual de vinos de Catalunya (1982); Los Vinos de España (1983); Guia Folio de los Vinos de España (1985); i Els Vins del Penedès (1987). D'altra banda ha dirigit per l'editorial Orbis Enciclopedia del Vino.
El 1991 va assumir la presidència de l'organització en morir el seu pare Miguel Torres Carbó.

## Premis i reconeixements
- El 1996 el Govern Xilè li va concedir l'ordre Bernardo O’ Higgins en el grau Gran Oficial agraint els seus serveis per aconseguir una millor relació entre Espanya i Xile, així com per la seva contribució al desenvolupament vitivinícola del país sud-americà.
- L'any 2002 la prestigiosa revista Decanter li atorga el premi "Decanter Man of the Year 2002".
- L'any 2005 rep el premi Personality of the Year, a l'apartat d'innovació, concedit per la revista Wine International.
- L'any 2016 és investit doctor honoris causa per la Universitat Rovira i Virgili.[2]

## Obra
- Vinyes i vins. Plaza & Janés Editores, 1996. ISBN 84-01-00984-7 Traduït al castellà, francès, anglès, alemany, noruec, finlandès i japonès
- Els vins del Penedès. Nuevo Arte Thor, 1987. ISBN 84-7327-150-5
- Los vinos de España. Ediciones Castell, 1983. ISBN 84-7489-209-0
- Vino español: un incierto futuro. Editorial Blume, 1979. ISBN 84-7031-101-8
- Manual de los vinos de Cataluña, 1982
- Guía Folio de los vinos de España, 1985